# Cascade du Végay
La cascade du Végay est une chute d'eau de 140 mètres de hauteur et 3 sauts sur le vallon de Végay, affluent de l'Estéron, à Aiglun dans les Alpes-Maritimes en Provence-Alpes-Côte d'Azur. Le site est classé parmi les monuments naturels et les sites de caractère artistique, historique, scientifique, légendaire ou pittoresque par arrêté du 6 novembre 1933.

## Localisation
La cascade du Végay est située, à Aiglun, dans les Alpes-Maritimes en Provence-Alpes-Côte d'Azur.

## Caractéristiques
La cascade du Végay est une chute d'eau de 140 mètres de hauteur et 3 sauts. C'est une destination de petite randonnée accessible par le GR4. Le départ se situe place de la mairie face à l'auberge. Le balisage jaune puis le balisage rouge et blanc traverse la commune. Il y a un chemin d'accès depuis l'entrée du village d'Aiglun. La pratique du canyoning y est interdite par arrêté préfectoral du 22 décembre 1998,.

## Hydrographie
La cascade du Végay est située sur le cours de 2,78 km du vallon de Végay, dans le bassin versant de l'Estéron dont il est l'un des nombreux affluents. L'eau du vallon de Végay provient du plateau de Gréolières dans la montagne du Cheiron, « château d'eau de la Côte d'Azur ».

## Protection
Le site de la cascade du Végay (chute principale, chutes secondaires et terrains riverains de la cascade et du ruisseau), propriété communale et privée, est classé parmi les monuments naturels et les sites de caractère artistique, historique, scientifique, légendaire ou pittoresque par arrêté du 6 novembre 1933.
Face à l'obtention, le 23 mai 1930, par la Société hydro-électrique du Var de la concession d'exploitation des eaux du Vallon du Végay, de l'Estéron et de la Gironde avec une autorisation de captage complet, la municipalité d'Aiglun, appuyée par l'ensemble de la population, se mobilise et obtient le classement du site. La commission départementale des sites prescrit toutefois la possibilité d'aménagement hydraulique réalisé en amont de la chute principale par des conduits souterrains qui acheminent les eaux en respectant le caractère naturel du site. 

## Changement climatique
En 2022, la diminution du débit de la cascade fait craindre une dégradation de la flore du site.